# Joan Halifax
Joan Halifax (ur. 30 lipca 1942 w Hanover, New Hampshire) – amerykańska nauczycielka i kapłanka buddyzmu zen zainteresowana antropologią kulturową, a zwłaszcza antropologią medyczną, opiekunka w hospicjach i innych zakładach opieki paliatywnej (w młodości badaczka terapeutycznego działania substancji psychoaktywnych), pisarka propagująca buddyzm społecznie zaangażowany (Socially Engaged Buddhism, SEB), popularyzatorka osiągnięć współczesnej neuronauki i jej związku z buddyzmem, problemów ochrony globalnego ekosystemu i in. (publikacje książkowe, prelekcje).

## Życiorys

### Dzieciństwo
Jako kilkuletnie dziecko przeżyła ciężką, trwającą dwa lata chorobę (prawdopodobnie wirusową), której skutkiem była utrata wzroku („ślepota prawna”). Wspomnienia odbieranych w tym okresie wrażeń dotyczyły pojawiającego się w świadomości „świata wewnętrznego” – np. wspomnień zapamiętanych obrazów oraz emocji, budzonych przez dotyk czułych i silnych rąk opiekunów. Wspomnienie z okresu choroby zawarła m.in. w tekście wystąpienia pt. Współczucie i prawdziwe znaczenie empatii na Konferencji TED w roku 2011:

Znam te ręce […]. Dotykały mnie kiedy miałam cztery lata i straciłam wzrok oraz byłam częściowo sparaliżowana. Rodzina sprowadziła kobietę, której matka była niewolnicą, by się mną opiekowała. I ta kobieta nie miała sentymentalnego współczucia. Miała fenomenalną siłę. I wierzę, że to jej siła stała się rodzajem przedwczesnej dojrzałości, która prowadziła mnie przez życie

Po chorobie empatyczni rodzice podarowali jej prezent, który podsycił rozbudzoną fascynację obrazami – aparat fotograficzny Kodak Brownie. Zaczęła zapisywać obrazy i emocje. Fotografowała np. swojego ojca, „stojącego dumnie obok swojego Lincolna”, a niedługo potem – „ciężkie niebo złowieszczo wiszące nad zbombardowaną katedrą w Kolonii” i tysiące innych wymownych obrazów.
W kolejnych latach uczęszczała do H. Sophie Newcomb Memorial College, prywatnej szkoły żeńskiej W Tulane University (Nowy Orlean, Luizjana), w której panował duch progresywizmu.
W czasie pobytu w Nowym Orleanie włączyła się w amerykański ruch praw obywatelskich i uczestniczyła w protestach antywojennych. Szkołę ukończyła w roku 1964.

### Studia

#### Antropologia medyczna i psychologia

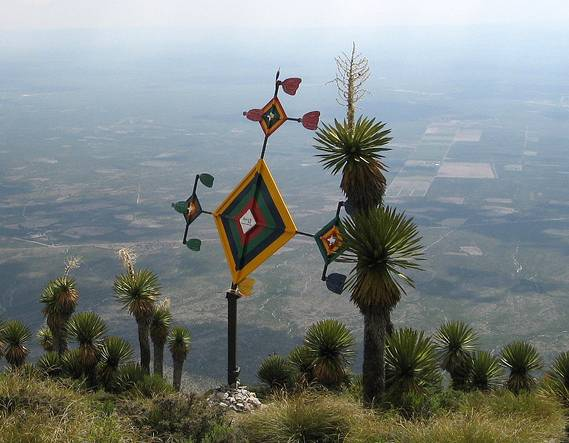
Meksykańskie Ojo de Dios na Quemado Mountain w San Luis Potosí

W latach 1964–1968 pracowała w Bureau of Applied Social Research, którego dyrektorem od 1963 roku był Alan Lomax – etnomuzykolog i folklorysta znany z kolekcji nagrań terenowych muzyki ludowej, wytrwały obrońca „umierających kultur”, np. pieśni Cajunów i Kreoli z Luizjany (Zydeco).
W latach 1968/1969 opracowywała zbiory nagrań etnograficznych, zgromadzonych w Musée de l’Homme w Paryżu. Po powrocie na Florydę pracowała dwa lata (1970–1972) w Uniwersytecie Miami (School of Medicine). Badała na Mali kulturę rdzennego plemienia Dogonów oraz w Meksyku, kulturę grupy etnicznej Huiczole (1970). Uczestniczyła w badaniach Alana Lomaxa, których wyniki zamieszczono w wielokrotnie wznawianych publikacjach nt. miejsca pieśni ludowych w kulturze.
Po przeprowadzce do Nowego Jorku związała się z Uniwersytetem Columbia.
W roku 1973 uzyskała stopień naukowy doktora Ph.D. w dziedzinie antropologii medycznej i psychologii w Uniwersytecie w Cincinnati, Ohio (Union Institute & University Cincinnati, Union Graduate School).

#### Mistrzowie zen
Joan Halifax interesowała się buddyzmem w latach sześćdziesiątych XX wieku. Swoim pierwszym mistrzem zen nazywała Thích Nhất Hạnha – łagodnego wietnamskiego mnicha buddyjskiego, którego książki czytała w czasie studiów antropologicznych oraz w początkowym okresie działalności społecznej. Był autorem ponad 100 książek i poetą oraz znanym aktywistą ruchów pokojowych (w roku 1987 został nominowany przez Martina Luthera Kinga do Pokojowej Nagrody Nobla). Jednym z pierwszych odosobnień medytacyjnych Thich Nhat Hanha w Stanach Zjednoczonych był kierowany przez Joan Halifax ośrodek rekolekcyjny „The Wizard’s Camp” w Ojai Foundation (Kalifornia).
Gdy w połowie lat 1970. rozpoczynała formalną praktykę zen, jej mistrzem zen był Seung Sahn, były uczestnik wojny koreańskiej, który po wojnie zarządzał dużą koreańską społecznością w Japonii (po przyjeździe do USA w 1942 roku utworzył tam pierwszy ośrodek zen). W latach 1990. i później, do śmierci w roku 2018, szanowanym mistrzem był Bernie Glassman.
Joan Halifax z wdzięcznością wspominała również Chagduda Tulku Rinpoche – tybetańskiego mnicha, znanego na całym świecie nie tylko jako wytrwały popularyzator buddyzmu obdarzony melodyjnym, śpiewnym głosem, lecz również jako lekarz, utalentowany rzeźbiarz i malarz.

## Obszary działalności

### Ośrodki akademickie
Joan Halifax rozpoczynała pracę akademicką w latach 1964–1968 jako antropolog na Uniwersytecie Columbia, a w latach 1970–1972 pracowała w Uniwersytecie Miami (School of Medicine), a następnie w University of Maryland School of Medicine (Maryland Psychiatric Research Center), gdzie uczestniczyła w badaniach prowadzonych przez Stanislava Grofa (krótko męża), analizującego działanie LSD na świadomość chorych w czasie leczenia paliatywnego.

### The Happy Valley w Kalifornii
Nazwę „Happy Valey” nadano dolinie położonej w zróżnicowanej kulturowo Kalifornii, w pobliżu miejscowości Ojai. Została wybrana przez grono członków Towarzystwa Teozoficznego towarzyszących Annie Besant – przywódczyni Towarzystwa (był wśród nich Jiddu Krishnamurti, przygotowywany przez teozofów do roli „wehikułu Nauczyciela Świata”, a od roku 1929 niezależny nauczyciel duchowy). W 1927 roku Annie Besant zakupiła dla grona teozofów prawie 500 akrów ziemi, na której mieli oni zamiar stworzyć „zalążek braterstwa wszystkich ludzi bez względu na różnice rasy, wyznania, pochodzenia społecznego czy koloru skóry”.
W roku 1946 otwarto istniejącą do dzisiaj Besant Hill School, a od roku 1975 działała Fundacja Happy Valley nadzorująca szkołę i działalność Human Dimensions Institute / West, którego celem stały się badania związku między nauką i duchowością.

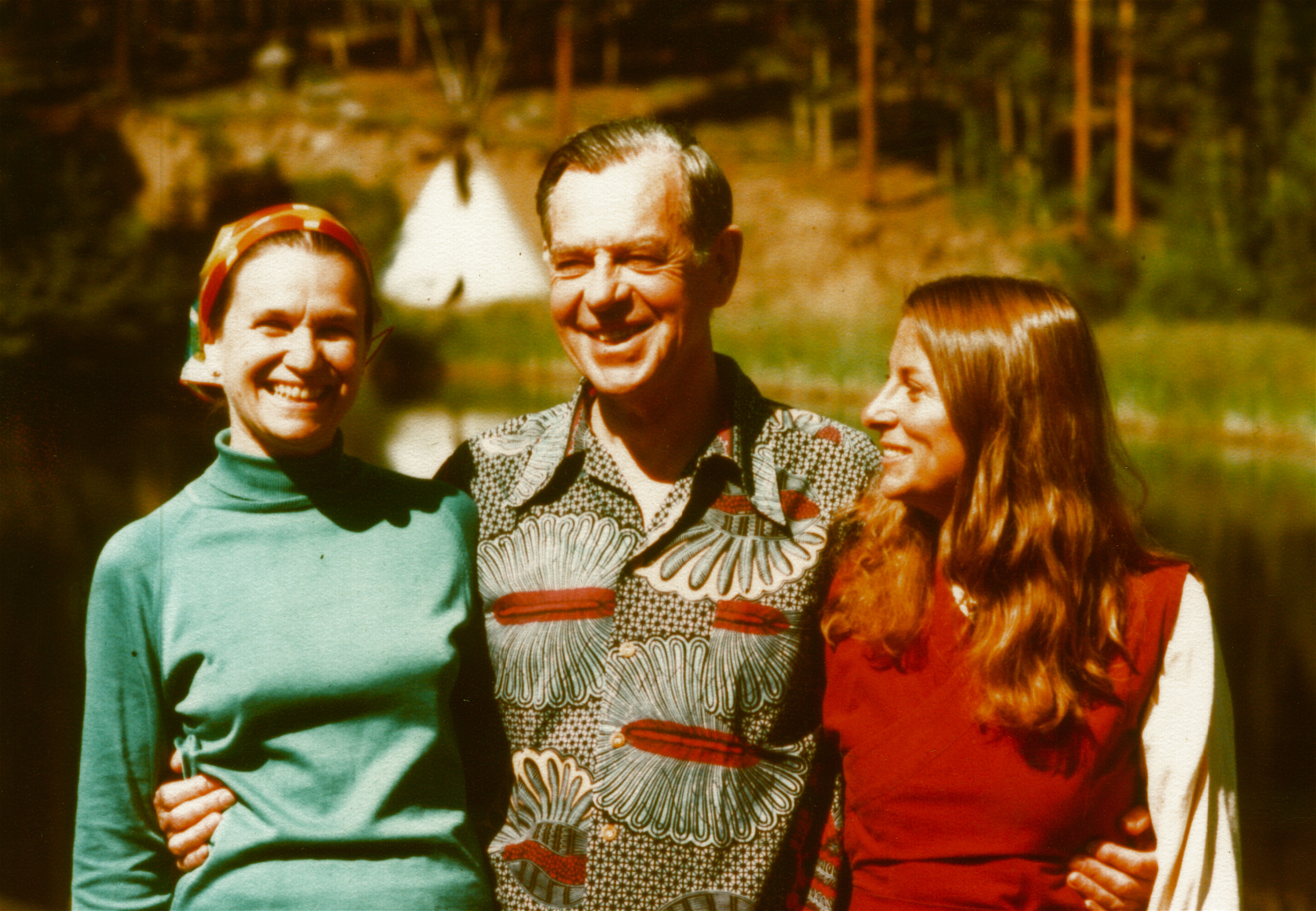
Jean Erdman, Joseph Campbell i Joan Halifax, Feathered Pipe Ranch, Montana (koniec lat 1970.)

Instytut prowadził początkowo Luke’a Gatto, absolwent Tulane University zafascynowany rozwojem wiedzy i odkryciami możliwości człowieka (pracujący m.in. nad stworzeniem ekologicznie samowystarczalnego ekosystemu). W roku 1979 kierownictwo objęła dr Joan Halifax, polecana przez Josepha Campbella (jego ówczesna naukowa asystentka), autorka popularnych książek: Shaman: The Wounded Healer i Shamanic Voices. Fundację przemianowano na The Ojai Foundation, TOF).
W latach 1980–1990 rozpoczęła w TOF próbę stworzenia społeczności kierowanej przez Radę, w której nie ma stałych liderów. Rada ustala reguły działania w czasie swobodnej wymiany myśli w kręgach (praktyka wielu ludów tubylczych świata). W przypadku społeczności szkolnej jest realizowana edukacja holistyczna, zanikają bariery między wykładowcami i uczniami (słuchaczami) – wszyscy uczą się wypowiedzi „z serca, a nie z głowy” i słuchają innych z pełną uwagą.
W pierwszym etapie eksperymentu dyskusje były organizowane w domku w stylu rustykalnym, który nieformalnie nazywano „Wizard’s Camp”. Dotyczyły takich tematów, jak np. teoria chaosu, praca w hospicjum, „szamanizm roślin”, etnobotanika, psychoimmunologia, badania snów, mind-body problem (filozofia umysłu) itp. Uczestniczyli w nich m.in. Joseph Campbell, Thích Nhất Hạnh, Ronald David Laing, Rupert Sheldrake, Terence McKenna, Robert Bly i wielu innych.
W 1990 roku Joan Halifax wyjechała do Nowego Meksyku, pozostawiając kierownictwo Besant Hill School) Radzie Dyrektorów, której współprzewodniczyli pedagodzy, Jack Zimmerman i Virginia Coyle. Dziedzictwo Fundacji Ojai pielęgnuje Topa Institute.

### Nowy Jork iZen Peacemakers
Po wyjeździe z Kalifornii Joan Hallifax poświęciła się intensywnej pracy realizowanej zgodnie z zasadami buddyzmu zaangażowanego społecznie (Socially Engaged Buddhism, SEB), zakorzenionymi w najwcześniejszej historii buddyzmu (zob. filozofia buddyjska) i wskazywanymi przez Bernie Glassmana, działającego w Los Angeles i w Nowym Yorku.
Glassman odszedł od wcześniej stosowanego formalnego treningu zen (głównie medytacja zazen). Skoncentrował się na udzielaniu pomocy cierpiącym mieszkańcom Bronxu i innych ubogich dzielnic (chorym, bezdomnym, pozbawionych źródła dochodów, więźniom). W latach 80. założył w Nowym Jorku Greyston Bakery – firmę zatrudniającą wszystkich chętnych („otwarte zatrudnienie”) i kierującą dochód do fundacji zajmującej się budową tanich mieszkań, organizacją dziennej otwartej opieki społecznej, centrum medycznego dla chorych na AIDS itp.
Joan Halifax poprosiła Roshi Berniego Glassmana, aby został jej głównym nauczycielem. Wyjaśniała, że Thich Nhat Hanh jest „niezwykłą siłą dobra”, ale ona nie jest „miłym” buddystą – bardziej interesuje ją „zwykły ryż”, buddyzm „zejdź na ulicę i ubrudź się”.
W styczniu 1994, w dniu 55-tych urodzin Glassmana, grupa nowojorskich buddystów spotkała się w Waszyngtonie w warunkach „odosobnienia ulicznego” („Street Retreat”), aby „doświadczyć bezdomności” i rozważyć możliwości ulepszenia swojej służby ludziom odrzuconym przez społeczeństwo. Po powrocie do domu Bernie i jego druga żona (Sandra Jishu Holmes) podjęli decyzję o utworzeniu religijnego zakonu – Zen Peacemaker Order. Do grona założycieli należała Joan Halifax, zaangażowana w opiekę paliatywną. Uzgadniając zasady organizacji zakonu korzystano z jej opracowań dotyczących praktyk społeczności Irokezów (zob. Deganawida). Współcześnie centra Zen Peacemakers tworzą międzynarodową sieć placówek działających w 12 krajach na pięciu kontynentach (Zen Peacemakers International), znaną m.in. z rekolekcji Bearing Witness organizowanych w różnych miejscach na świecie dla upamiętniania ofiar popełnionych tam zbrodni (od roku 1996 w Auschwitz-Birkenau w Oświęcimiu). Jedna z filii ZPO mieści się w Santa Fe (Nowy Meksyk).

### Santa Fe –Upaya Zen CenteriPrajna Forest Refuge

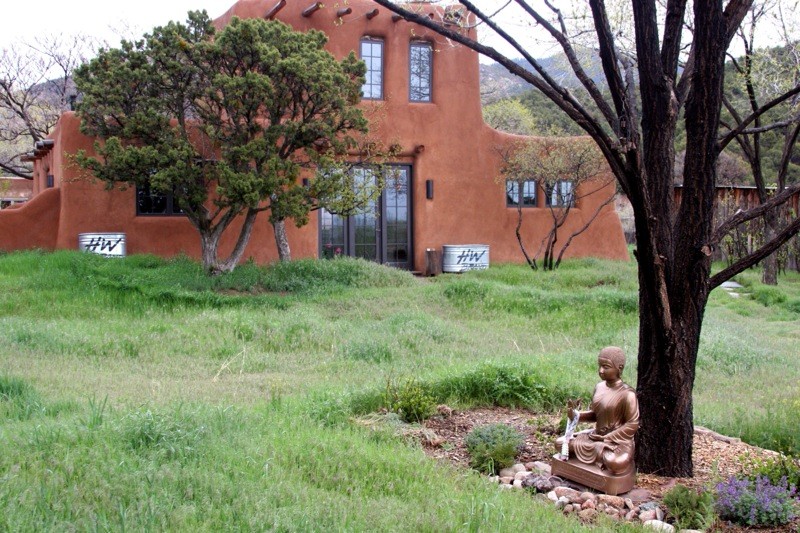
Upaya Zen Center (lokalizacja i zdjęcia)

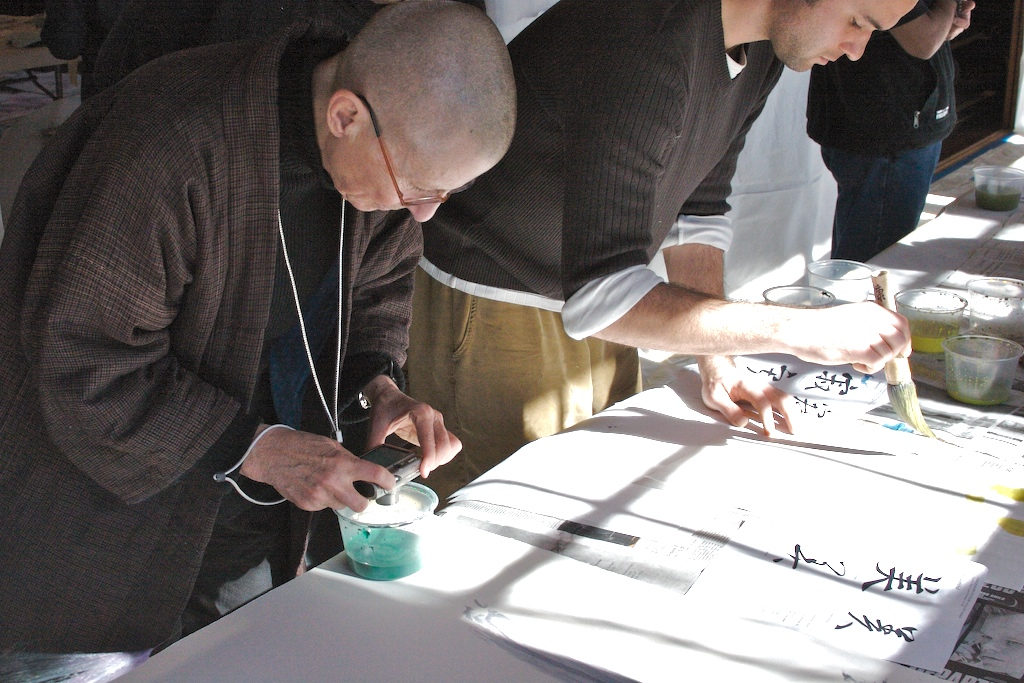
Joan Halifax w Upaya Zen Center

Joan Halifax w roku 1990 zorganizowała w Santa Fe (Nowy Meksyk) Upaya Institute and Zen Center. Budynek ufundowali Laurance Rockefeller i Richard Baker. Dr Halifax należała wówczas do Lindisfarne Association – stowarzyszenia działającego w latach 1973–2012 (silnie związanego z buddyzmem zen), finansowo wspieranego przez Fundację Rockefellera. Grupowało w rodzaju think tanku pisarzy, artystów i intelektualistów analizujących możliwości wprowadzania w życie „nowej kultury planetarnej” (rodzaj kontrkultury – alternatywy dla nadmiernej konsumpcji, materializmu itp.). Czynnym uczestnikiem spotkań członków stowarzyszenia był Francisco Varela – uczeń i wieloletni współpracownik Humberto Maturany, neurobiolog i filozof, jeden z głównych twórców i popularyzatorów teorii autopoezy, od roku 1974 praktykujący buddysta.
Francisco Varela i Joan Halifax, przyjaciele jednakowo zainteresowani związkami kognitywistyki z buddyzmem, zostali współtwórcami Mind and Life Institute.

Francisco Varela (neurobiolog i filozof, wykładowca kognitywistyki
i epistemologiiu14):
O świadomości wiemy tyle,
co ludzie przed Galileuszem patrzący w niebou13

Utworzony przez Joan Halifax Upaya Zen Center (rok 1990) stał się centrum studiów buddyjskich i praktyk kontemplacyjnych oraz różnych form aktywnej działalności społecznej na rzecz cierpiących, śmiertelnie chorych z rodzinami i innych. Realizowane są np. programy SEB:
- Project on Being with Dying[58][59],
- Upaya Prison Project[60],
- Nomads Clinic in Nepal[61]

Joan Halifa opracowała i spopularyzowała model budzenia się współczucia (współczucie jako aktywność), nazwany G.R.A.C.E. (Gathering, Recalling, Attuning, Considering, Engaging), oparty na neuronauce, psychologii społecznej, etyce i perspektywach kontemplacyjnych.
W Upaya Zen Center prowadzona jest również działalność edukacyjna – seminaria, wykłady i debaty. Kalendarz wydarzeń w Upaya Zen Center jest udostępniany na stronie internetowej Centrum Upaya (możliwe jest uczestnictwo osobiste lub online). Wydarzeniem roku 2020 było Varela International Symposium nt. Exploring the Great Landscape of Awareness – Insights from Neuroscience, Cognitive Science, Buddhism.
W roku 2002 Joan Halifax założyła w pobliżu miejscowości Truchas w Sangre de Cristo Mountains (50 mil od Santa Fe) nowy zakon buddyjski Prajna Mountain Forest Refuge (zob. Pradżnia, Pradźńa). Schronisko było przewidywane na miejsce medytacji członków zakonu w warunkach odosobnienia, m.in. kontemplacji piękna naturalnego krajobrazu oraz miejsce spotkań przyjaciół zaangażowanych m.in. w pielęgnowanie lasów, łąk, terenów podmokłych i ogrodów (instruktorzy: Roshi Joan Halifax, Sensei Beate Stolte, Marty Peale, Peg Reishin Murray).
Stało się też miejscem stałego pobytu Roshi Joan, gdy została zmuszona do porzucenia swojej wcześniejszej wielkiej aktywności fizycznej po wypadku, który spowodował groźne złamania kości (ujawnienie wrodzonej łamliwości).

### Mind and Life Institute
W latach 1983–1984 R. Adam Engle i Francisco Varela rozpoczęli, niezależnie od siebie, starania o utworzenie forum poważnego dialogu o związkach buddyzmu i nauki. Obaj otrzymali zapewnienie Dalajlamy XIV – bardzo zainteresowanego nauką zachodnią – o zadowoleniu z takiej inicjatywy. W październiku 1985 roku doszło do spotkania inicjatorów, zorganizowanego w siedzibie Ojai Foundation przez Joan Halifax. Pierwsze spotkanie grupy inicjatorów z Dalajlamą odbyło się w jego siedzibie Dharamsali w październiku 1987 roku (Daniel Goleman). Pierwsze debaty nazwano „Mind & Life Dialogues”. Pierwsza z nich odbyła się w roku 1987. Dotyczyła tematu Dialogues Between Buddhism and the Cognitive Sciences (Mind and Life I). Jej przebieg uznano za sukces. W kolejnych latach zorganizowano dyskusje na temat:
- 1989 Mind and Life II: Dialogues Between Buddhism and the Neurosciences
- 1990 Mind and Life III: Emotions and Health
- 1992 Mind and Life IV: Sleeping, Dreaming, and Dying[76].

Francisco Varela odgrywał wiodącą rolę planowaniu i organizacji kolejnych debat do roku 2000. Zmarł w wieku 54 lat z powodu choroby nowotworowej. Debatę Mind and Life VIII nt. Destructive Emotions (rok 2000) obserwował za pośrednictwem telewizyjnego łącza biura Dalajlamy.
Zgodnie z propozycją F. Vareli w przedpołudniowej sesji każdego dnia debaty w apartamentach Dalajlamy XIV uczestniczyli najlepsi specjaliści w danej dyscyplinie, proszeni o przestrzeganie „Agreements for Engaging and Interacting” i wspomagani przez wykwalifikowanych tłumaczy, podejmujących m.in. próby wyjaśnienia różnic między interpretacją naukową i buddyjską.

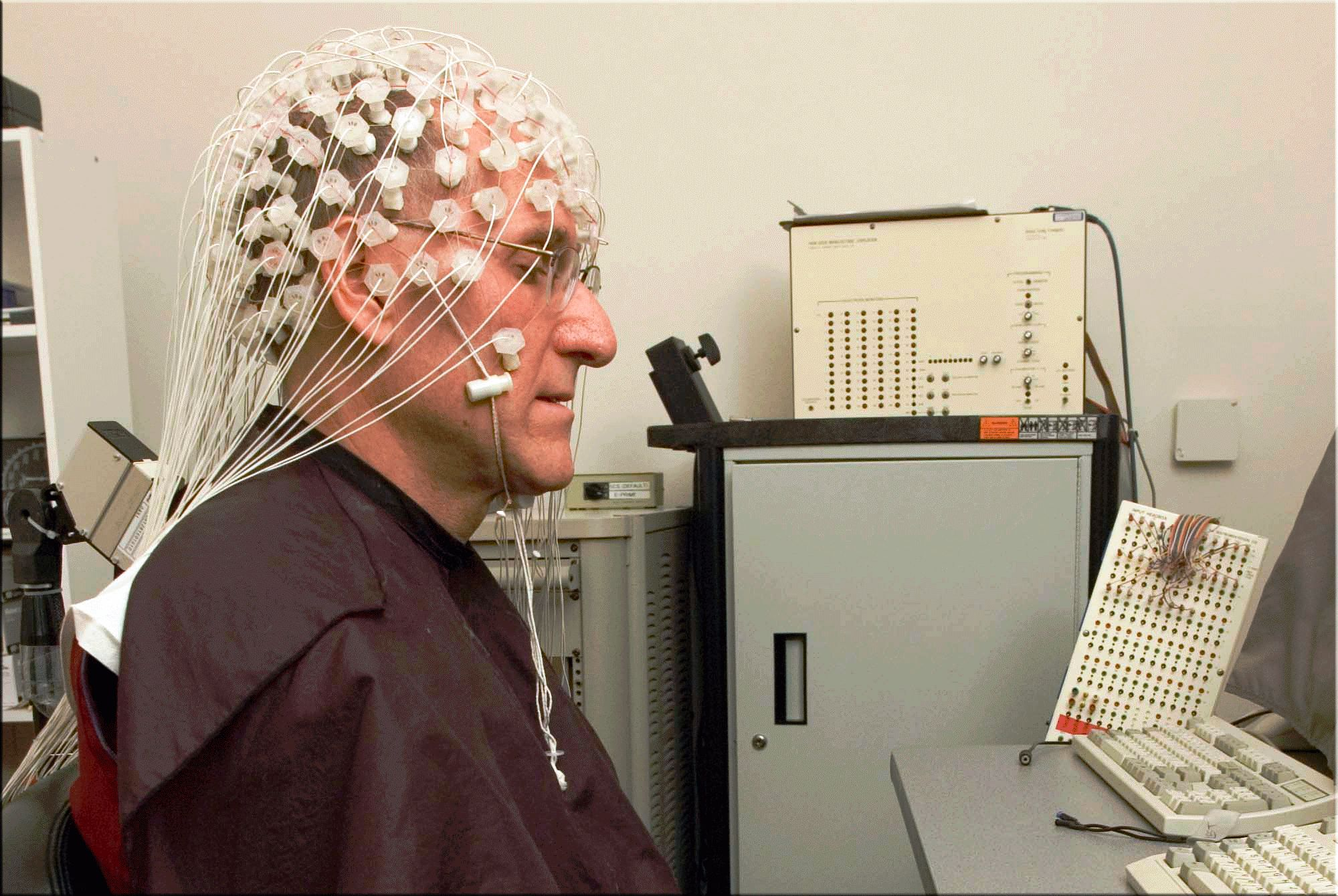
Barry Kerzin, współpracownik R. Davidsona i M. Ricarda w czasie eksperymentów wykonywanych w roku 2008 (zob. brain activity and meditation)

Jednym z tłumaczy został Matthieu Ricard – uczestnik przełomowych badań (neuroobrazowanie) prowadzących do powstania nowej dziedziny wiedzy, „kontemplacyjnej neuronauki”, wykorzystującej buddyjskie doświadczenia w zakresie medytacji i nowoczesne techniki badania aktywności mózgu (z jego udziałem stwierdzono np. że podobne do medytacji buddyjskiej ćwiczenia umysłu bywają skuteczne np. w leczeniu depresji lub chronicznego bólu i prowadzą do trwałej zmiany struktury sieci neuronowej).
Do swobodnych dyskusji popołudniowych, odbywających się również w warunkach kameralnych, bywało dopuszczane większe grono zaproszonych gości (było początkowo nieliczne; nie przewidywano udziału dziennikarzy, lecz dokonywano archiwizowanych nagrań obrazu i dźwięku). Wysoko oceniane są informacje zawarte w popularnych publikacjach książkowych, takich jak np. książka Daniela Golemana Emocje destrukcyjne. Jak możemy je przezwyciężyć?, rok 2003 lub książka Paula Ekmana Świadomość emocjonalna. Źródło wewnętrznej równowagi i zrozumienia, zawierająca m.in. opis rozmowy autora z XIV Dalajlamą na temat osobistych przeżyć w dzieciństwie i lęku związanego z własnymi skłonnościami do wybuchów złości (starał się zapewnić spokój swojej córce). Ekman był zaskoczony pozytywną przemianą własnego usposobienia, jaka zaszła w nim pod wpływem kontaktu z Dalajlamą, co skłoniło go do badań naukowych w nowym kierunku.
W roku 1991 zarządzanie działalnością (debaty, wspieranie współpracy między debatami itp.) przejęła założona przez Adama Engle Fundacja Mind and Life Institute (Charlottesville, Wirginia).
W roku 2022 zorganizowano uroczyste spotkanie z okazji 35-lecia Mind&Life Institute. Jesienią tego roku uruchomiono nową multimedialną stronę internetową Insights, Journey into the heart of contemplative science, poświęconą badaniom wykonywanym na przecięciu neuronauk i buddyzmu (neuronauki kontemplacyjne). W momencie uruchomienia strona zawierała 18 wybranych esejów, a wśród nich tekst pt. Enactive Compassion Could an expanded view of compassion bring greater depth to our response to suffering? autorstwa Roshi Joan Halifax – jednej z grona stypendystów Mind and Life Institute nominowanych przez Research Advisory Council (RAC).
Roshi Joan Halifax współpracuje również z Mind and Life Europe (instytutem utworzonym w roku 2008 przez Amy Cohen Varela po śmierci jej męża). Bierze udział w wykładach i warsztatach Mindful Leadership, prowadzonych dla osób zamierzających udoskonalić swoje zdolności przywódcze, czemu sprzyja np. medytacja uważności. W roku 2018 ukazała się publikacja pt. Leadership, morality and ethics: Developing a practical model for moral decision-making, której współautorami są:
- Alfred Kaszniak – emerytowany profesor psychologii, neurologii i psychiatrii w Uniwersytecie Arizony, dyrektor akademicki Mind and Life Institute i prezes zarządu Upaya Zen Center and Institute (uczestnik organizowanych seminariów, np. Dharma Talk 2019: Interdependence in Zen and Science[91]), autor ponad 155 publikacji, m.in. współautor lub redaktor siedmiu książek[92] (np. Emotions, Qualia, and Consciousness: Proceedings of the International School of Biocybernetics, Napoli 1998[93]). Otrzymał przekaz Dharmy od Roshi Joan Halifax[92][94][95]
- Cynda Hylton Rushton[96] – profesor (Anne and George L. Bunting Professor of Clinical Ethics) w Johns Hopkins School of Nursing[97] (Berman Institute of Bioethics(inne języki)), redaktorka i autorka książki Moral Resilience: Transforming Moral Suffering in Healthcare[98] (zob. moral injury(inne języki), np. przekonanie owłasnej bezwartościowości i związane z tym poczucie winy lub wstydu), współtwórczyni Rushton Moral Resilience Scale (RMRS)[99]
- oraz Joan Halifax.

## Publikacje
Według Goodreads do najbardziej popularnych książek są zaliczane:
- Joan Halifax (przedmowa Ira Byock(inne języki)), Being with Dying: Cultivating Compassion and Fearlessness in the Presence of Death (wyd.1 1997, 21 wydań)
- Joan Halifax (przedmowa Rebecca Solnit), Standing at the Edge: Finding Freedom Where Fear and Courage Meet (wyd. 1 w 2019, 14 wydań)
- Joan Halifax (przedmowa Thich Nhat Hanh), The Fruitful Darkness: A Journey Through Buddhist Practice and Tribal Wisdom (wyd. 1 w 1993, 13 wydań)
- Joan Halifax, Shamanic Voices: A Survey of Visionary Narratives (wyd. 1 w 1979, 7 wydań)
- Joan Halifax, Shaman: The Wounded Healer (wyd. 1 w 1982, 6 wydań)
- Joan Halifax (ilustrator: Kiersten Eagan), Sophie Learns to Be Brave (wyd. 1 i 2 w 2022)
- Joan Halifax, Thich Nhat Hanh (przedmowa), Ronald F. Thiemann(inne języki) (wprowadzenie), A Buddhist Life in America: Simplicity in the Complex (wyd. 1 i 2 w 1998)
- Joan Halifax, Lone Mallard, wybór haiku (wyd. 1 i 2 w 2012 z okazji 20-lecia Upaya Zen Center i 70. urodzin autorki)

Wkład Joan Halifax w prace badawcze publikowane w Journal of Palliative Medicine ilustruje część dorobku prof. A.W. Kaszniaka):
- Back A.L., Rushton C.H., Kaszniak A.W., & Halifax J.S. (2015), Why are we doing this? Clinician helplessness in the face of suffering, Journal of Palliative Medicine, 18, s. 26–30
- Rushton, C.H., Kaszniak, A.W. & Halifax, J.S. (2013), A framework for understanding moral distress among the inter-professional team, Journal of Palliative Medicine, 16, s. 1074–1079
- Rushton, C.H., Kaszniak, A.W., Halifax J.S., (2013), Addressing Moral Distress: Application of a framework to palliative care practice, Journal of Palliative Medicine, 16, s. 1080–1088

Według ResearchGate w latach 2017–2022 ukazało się 31 publikacji Joan Halifax, cytowanych 504 razy. Głównymi współautorami byli: Robert Thurman (Columbia University), Tor D. Wager (University of Colorado Boulder), Crystal L. Park (University of Connecticut), Deborah E. Sellers (Cornell University), Cynda Hylton Rushton (Johns Hopkins University); łącznie wymieniono 38 współautorów
W wykazach dorobku Joan Halifax znajdują się też nagrania wystąpień na konferencjach, wykładów, wywiadów itp., takie jak wykład pt. Compassion and the true meaning of empathy (konferencja TED (Technology, Entertainment Design), wrzesień 2011 lub różnorodne materiały zamieszczone na internetowej stronie Upaya Zen Center.

## Wyróżnienia
Za pracę jako aktywistka społeczna i środowiskowa oraz opiekunka chorych u schyłku życia Joan Halifax otrzymała liczne wyróżnienia, m.in.:
- stypendium National Science Foundation(inne języki) w dziedzinie antropologii wizualnej
- stanowisko Honorary Research Fellow(inne języki) w dziedzinie etnobotaniki medycznej w Uniwersytecie Harvarda
- stanowisko Distinguished Visiting Scholar w Bibliotece Kongresu Stanów Zjednoczonych (John W. Kluge Center[102][103], kolekcje)[104]
- Pioneer Medal for Outstanding Leadership in Health Care (HealthCare Chaplaincy Network™, HCCN)[105])
- Sandy MacKinnon Award od Covenant Health(inne języki) Edmonton, Kanada[106]
- członkostwo Rady Doradczej Fundacji Tony'ego Blaira na rzecz wiary(inne języki)[8]
- tytuł Doktor honoris causa od Royal College of Surgeons in Ireland(inne języki)[n][107]